# Ariadnaria alexandrae
Ariadnaria alexandrae là một loài ốc biển nhỏ, là động vật thân mềm chân bụng sống ở biển trong họ Capulidae.